# Cleome stylosa
Cleome stylosa är en paradisblomsterväxtart som beskrevs av August Wilhelm Eichler. Cleome stylosa ingår i släktet paradisblomstersläktet, och familjen paradisblomsterväxter. Inga underarter finns listade i Catalogue of Life.